# 凱旋門 (基希訥烏)
凱旋門是位於摩爾多瓦首都基希讷乌的一座紀念碑建築，對面是政府大廈。基希涅夫凱旋門修建於1840年，修建目的是紀念俄羅斯帝國在1828年至1829年俄土戰爭對土耳其獲得勝利。凱旋門內有一個大鐘，是用俄羅斯自土耳其沒收的大砲融化後得到的銅鑄造而成。